# 卡巴尼斯 (喬治亞州)
卡巴尼斯（英語：Cabaniss）是位於美國喬治亞州門羅縣的一個非建制地區。該地的面積和人口皆未知。

## 地理
卡巴尼斯的座標為33°09′12″N 83°52′46″W / 33.15333°N 83.87944°W，而該地的平均海拔高度為174米（即571英尺）。